# Lamprotornis pulcher
Lamprotornis pulcher es una especie de ave passeriforme de la familia Sturnidae.
Puede ser encontrada en los siguientes países: Burkina Faso, Camerún, Chad, Costa de Marfil, Eritrea, Etiopía, Gambia, Gana, Guinea, Guinea-Bissau, Mali, Mauritania, Níger, Nigeria, Senegal, Sudán y Togo.